# Sigtet for at redde liv
|  | Denne artikel er oprettet af botten Steenthbot ud fra en ekstern database. Den kan derfor have sproglige fejl eller mangler. Denne skabelon kan fjernes efter kontrol af indholdet. |

Sigtet for at redde liv er en dansk dokumentarfilm fra 2019 instrueret af Jonas Bruun.

## Handling
Da flygtningekrisen rammer Europa, rejser den unge dansker Salam til Grækenland for at hjælpe. At redde flygtninge fra det Ægæiske Havs bølger bliver hans kald. Men en nat, hvor han leder efter en familie, der er forsvundet på havet, bliver Salam arresteret og anklaget for menneskesmugling. Hvis han bliver dømt risikerer han at tilbringe resten af sit liv bag tremmerne i et græsk fængsel. I de demokratiske værdiers fødeland skal Salams sag nu sætte kursen for den europæiske medmenneskeligheds fremtid. Domstolens afgørelse vil bestemme: Er det ulovligt at redde liv i Europa?